# Patriotes en colère
Les Patriotes en colère (russe: рассерженные патриоты, romanisé: rasserzhennye patrioty) également connus sous le nom de parti de la guerre, les Z-patriotes et de nombreux autres noms, sont un groupe informel de commentateurs politiques ultranationalistes russes et de blogueurs militaires soutenant le régime russe dans l'invasion de l'Ukraine, mais critiquent ce qu'ils considèrent comme une poursuite de la guerre inefficace ou incompétente par le gouvernement russe.
Des experts politiques en Russie et aux États-Unis ont décrit l’opposition ultra-nationaliste pro-guerre d’extrême droite à Poutine comme étant peut-être «le défi le plus sérieux» lancé au régime russe,,.

## Histoire

### Avant l’invasion à grande échelle de l’Ukraine
Avant l’annexion de la Crimée par la Russie en 2014, les ultranationalistes étaient largement en marge de la politique russe. L'annexion a amené ces groupes dans « la grande tente idéologique du Kremlin ».
L'éminente figure de l'opposition libérale russe Alexeï Navalny a déclaré avant son empoisonnement en 2020 que le Kremlin avait «bien plus peur des ultra-nationalistes qu'ils n'en avaient de lui», notant que «[les ultranationalistes] utilisent la même rhétorique impériale que Poutine, mais ils peuvent le faire bien mieux que lui".

### Montée de l'importance
Lors de l’invasion à grande échelle de l’Ukraine, le groupe a acquis une importance et un pouvoir accrus.
À la mi-2022, après l’effondrement de la ligne de front russe dans le nord-est en raison de la contre-offensive ukrainienne de Kharkiv en 2022, la faction ultranationaliste a réagi avec rage et frustration, plusieurs d’entre eux, dont Guirkine, appelant à des frappes nucléaires contre l’Ukraine et à d’autres formes d’escalade.
Le porte-parole du gouvernement, Dmitri Peskov, a répondu aux critiques en affirmant qu'il y avait place pour certains "points de vue critiques, tant qu'ils restent dans le cadre de la loi", mais en avertissant que "la frontière est très, très mince, il faut être prudent, très prudent ici".
Evgueni Prigojine, chef du groupe Wagner, a eu de graves tensions avec le ministère russe de la Défense pendant des mois pendant la guerre, critiquant haut et fort l'incompétence et la corruption perçues dans les hauts gradés. Cela a abouti au lancement par Prigojine d’une brève rébellion contre le ministère de la Défense en juin 2023, qui s’est soldée par un règlement pacifique. À la suite de la rébellion, Prigojine "a fortement réduit » ses attaques verbales contre les autorités."

## Membres et organisations notables
Une organisation notable du mouvement est le Club des patriotes en colère, fondé en avril 2023 par l'ancien agent et leader militant russe Igor Guirkine. Guirkine lui-même a été décrit comme la « voix la plus importante » au sein de la sphère Z-patriote. Le « club » comprend également en bonne place Pavel Goubarev, camarade de Guirkine, leader de la république populaire de Donetsk, et l'écrivain nationaliste russe Maxime Kalachnikov.
Vladlen Tatarsky, qui a combattu dans la guerre dans le Donbass et est devenu plus tard un blogueur pro-russe, était une figure du mouvement jusqu'à son assassinat lors de l'attentat à la bombe de Saint-Pétersbourg en 2023.